# Lynn Vidali
Lynn Marie Vidali, później Gautschi (ur. 26 maja 1952 w San Francisco) – amerykańska pływaczka, dwukrotna medalistka olimpijska.
Brała udział w dwóch igrzyskach  olimpijskich (IO 68, IO 72). W 1968 zdobyła srebro na dystansie 400 m stylem zmiennym. Cztery lata później była trzecia na dwukrotnie krótszym dystansie. 